# Strada del Sangue
La Strada del Sangue, o anche detta "delle Finestrelle" o "dei prigionieri russi" (scrittura semplificata: Strada per Zambana vècia, Strada del sangue; scrittura fonetica: Stráda per zambána vèca (la), stráda del sánĝue (la)), denominata così dopo essere stata ricostruita dai prigionieri russi e serbi durante la Prima Guerra Mondiale, è una strada asfaltata e in parte bianca lungo il piede della montagna che da Vela (frazione di Trento) arriva al paese di Zambana Vecchia passando accanto alla discarica di Ischia Podetti. È stata rilevata tra il 1997 e il 2000.

Nel volume 36 (19 aprile 1930) della rivista "Le Vie D'Italia" del Touring Club Italiano è presente la seguente descrizione della strada:
“Passato l'Adige sul ponte di S. Lorenzo, a Piedicastello – ai margini del Dos Trento, l'antica fortezza romana «Verruca» – si prende la strada della Vela fino all'Ischia Cristofolini, e da qui il tronco, costruito nel 1916, durante il periodo bellico, dai prigionieri russi e serbi, e per questo chiamato dal popolo la «Strada del Sangue». Stradetta romantica e quieta, stretta fra la falda montana e il fiume impetuoso, tutta fra vigneti e frutteti, fresca dell'odor sano dei campi irrigui e delle vegetazioni prosperose.”

## Storia

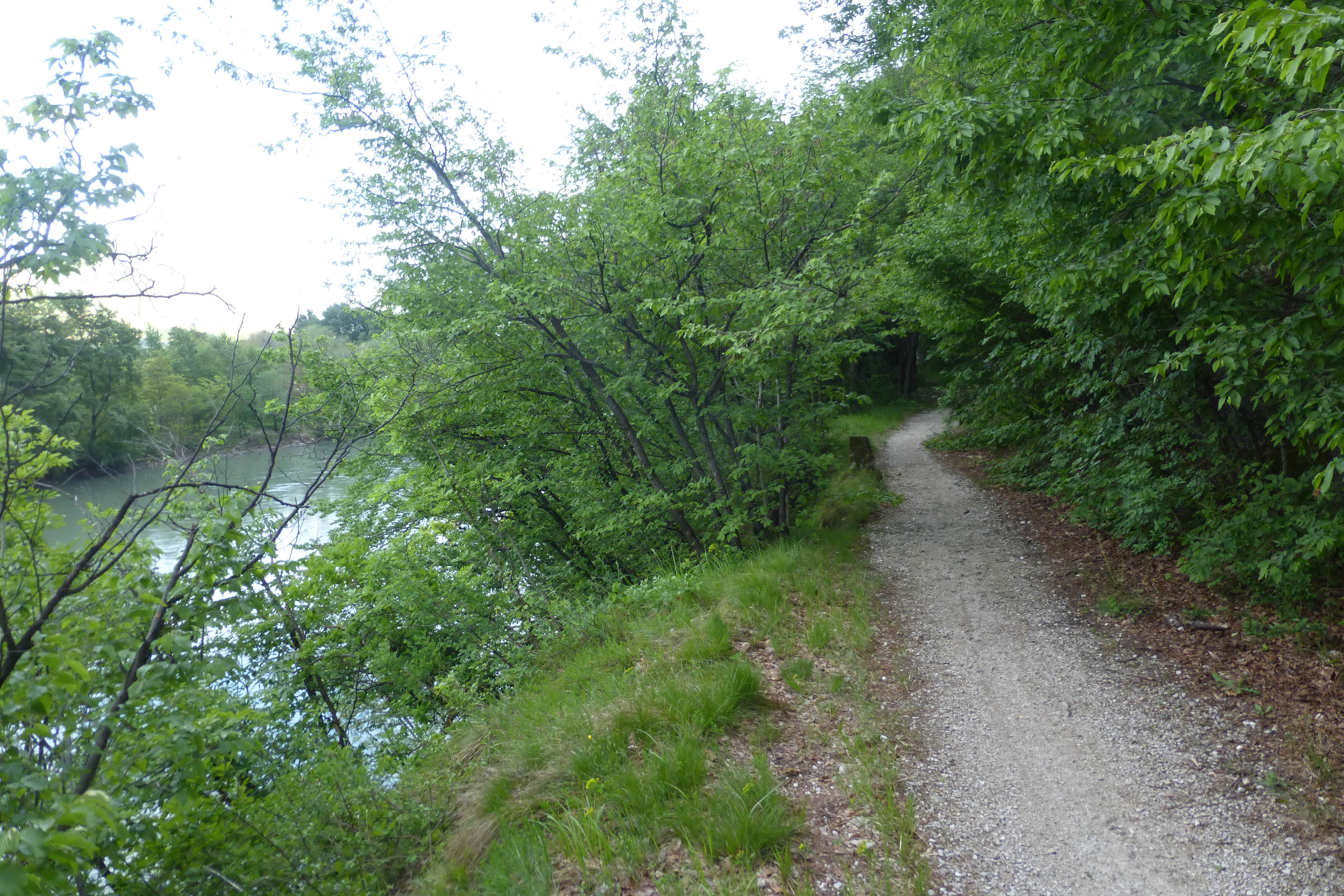
Tratto di strada non asfaltata (sentiero) con visuale da Nord a Sud, dove si vede anche il fiume Adige.

La Strada del Sangue, o anche detta “delle Finestrelle”, è una strada che da Vela arriva a Zambana Vecchia ed è situata lungo il piede della montagna.
La costruzione della strada è attribuita ai conquistatori romani ed è conosciuta fin dal Medioevo come Strada delle Finestrelle. In un tratto infatti il letto del fiume Adige compiva un’ansa molto vicina alla montagna (“el brut Pas”) e perciò per passare era stato presumibilmente costruito una specie di viadotto sostenuto da delle travature inserite nella parete rocciosa. I fori quadrangolari praticati nella montagna per inserire tali travature sono ancora oggi visibili e le avevano appunto dato il nome di Strada delle Finestrelle. Questa strada era di particolare importanza, in quanto accorciava il percorso da Trento alla Val di Non, dato che evitava l’attraversamento dell’Adige al porto di Nave San Rocco, controllato dalla dinastia dei conti Spaur, i quali imponevano una tassa di pedaggio per il traghetto. Questi ultimi, quindi, volevano che la strada rimanesse inagibile per il transito delle merci e perciò concessero agli abitanti di Fai della Paganella e Zambana l’esenzione dal pagamento del pedaggio. Tuttavia, quando le inondazioni distruggevano il porto, come nel 1628, l’agibilità della strada era di essenziale importanza.
Essa fu abbandonata e riattivata più volte nel corso dei secoli: in particolare, la strada che possiamo vedere oggi è frutto della deviazione del letto dell’Adige e dei lavori di costruzione dei prigionieri russi e serbi della Prima Guerra Mondiale. Per questo motivo la strada è stata ribattezzata “Strada del Sangue” (o "dei prigionieri russi"). Proprio durante il periodo della guerra fu molto utilizzata, perché era in una posizione strategica: infatti, il fatto che fosse immersa nella vegetazione ed ai piedi della parete rocciosa, che in qualche tratto è quasi verticale, impediva che venisse bombardata, perché non era visibile (e tuttora alcuni tratti non sono visibili né dal satellite né da Google Maps).

Più di recente, in seguito all’apertura della funivia Zambana Vecchia-Fai della Paganella, divenne strada turistica, percorsa anche da automobili e da un servizio di autocorriere istituito nel 1929.

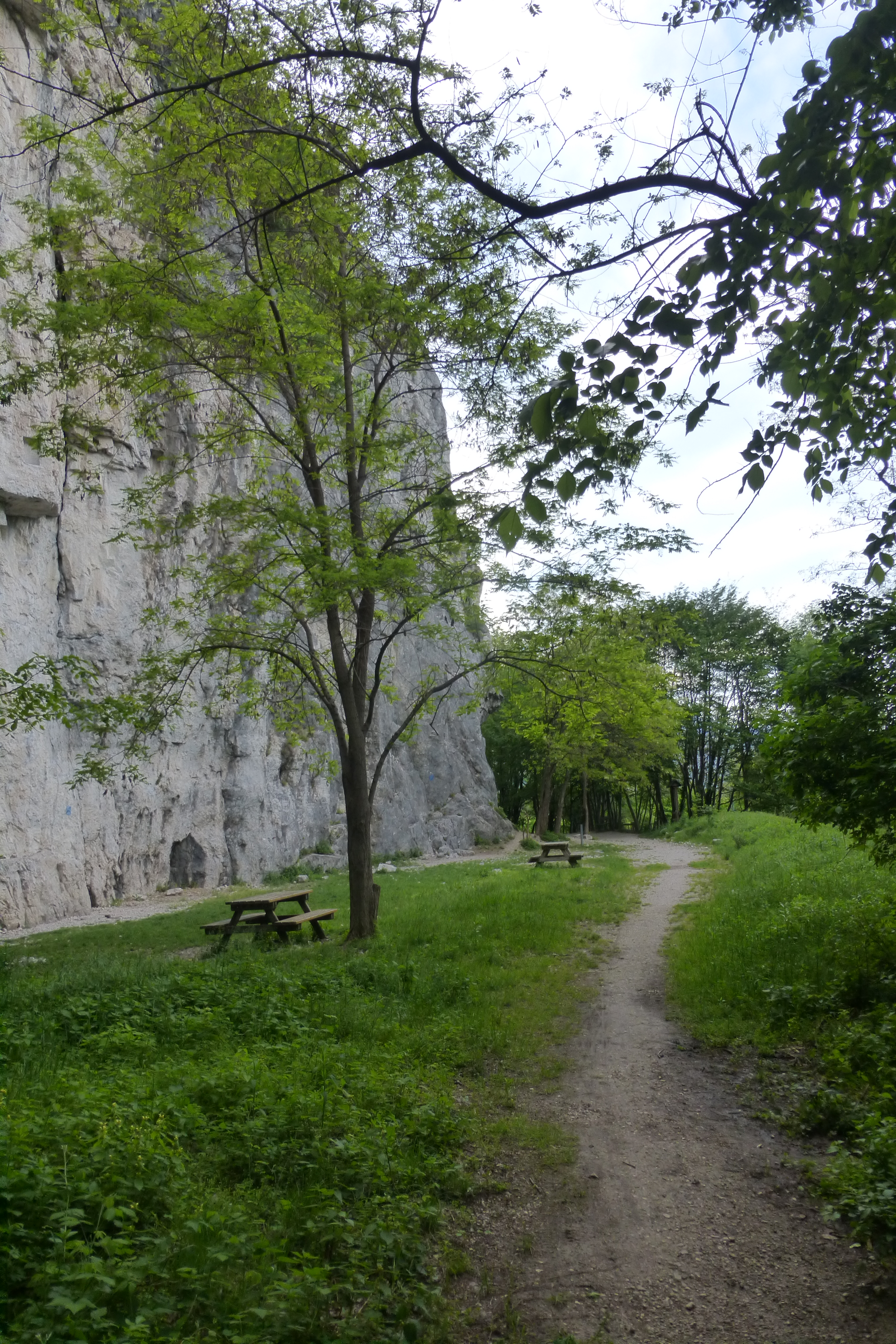
Tratto di strada non asfaltata (sentiero) con visuale da Sud a Nord. Spiazzo presente poco dopo l'inizio della strada con partenza da Zambana Vecchia (Nord).

Nel 1928, grazie a varie iniziative del comune di Trento, divenne una strada automobilistica lunga 11 km (in precedenza era solamente una carreggiata ex-militare).
Inoltre, una parte importante della strada è oggi inclusa nel Biotopo foci dell’Avisio, una riserva naturale del Trentino Alto-Adige che comprende sostanzialmente il comune di Lavis e di Zambana, istituito nel 1994.

### I prigionieri di guerra
Durante la Prima Guerra Mondiale l’Impero austro-ungarico non si sarebbe mai aspettato di fare un così grande numero di prigionieri, tant'è che ancora oggi tale numero è difficile da quantificare. Questi provenivano soprattutto dalla Russia e dalla Serbia e molti di loro furono poi trasferiti in Trentino e in Tirolo per lavorare; i prigionieri italiani in Trentino invece furono pochissimi, poiché per loro era molto più facile fuggire verso l’Italia. L'alto numero di prigionieri divenne ben presto un grande problema organizzativo ed economico, in quanto essi erano molto costosi da mantenere.
Nonostante la Convenzione dell'Aia del 1907 (composta da 56 articoli riguardanti leggi ed usi della guerra terrestre, tra cui 17 sui prigionieri), adottata dalla seconda Conferenza dell'Aia come quarta di 13 convenzioni, vietasse esplicitamente l'utilizzo dei prigionieri nell'industria bellica, questi ultimi furono impiegati principalmente per la costruzione di infrastrutture utili e fondamentali per la guerra al fronte. Tra queste ricordiamo le linee ferroviarie della Val di Fiemme, della Val Gardena e la Ferrovia delle Dolomiti, oltre che la costruzione di numerose strade (come la statale della Val Badia e della Valsugana), sentieri, seggiovie, baracche e alloggi. Inoltre, i prigionieri venivano sfruttati per sostituire gli uomini, che si trovavano al fronte, e lavorare nelle campagne presso i masi del Tirolo. Qui vivevano in condizioni pessime, malvestiti, malnutriti, sporchi, maltrattati, esposti alle artiglierie italiane e al clima.

## Descrizione

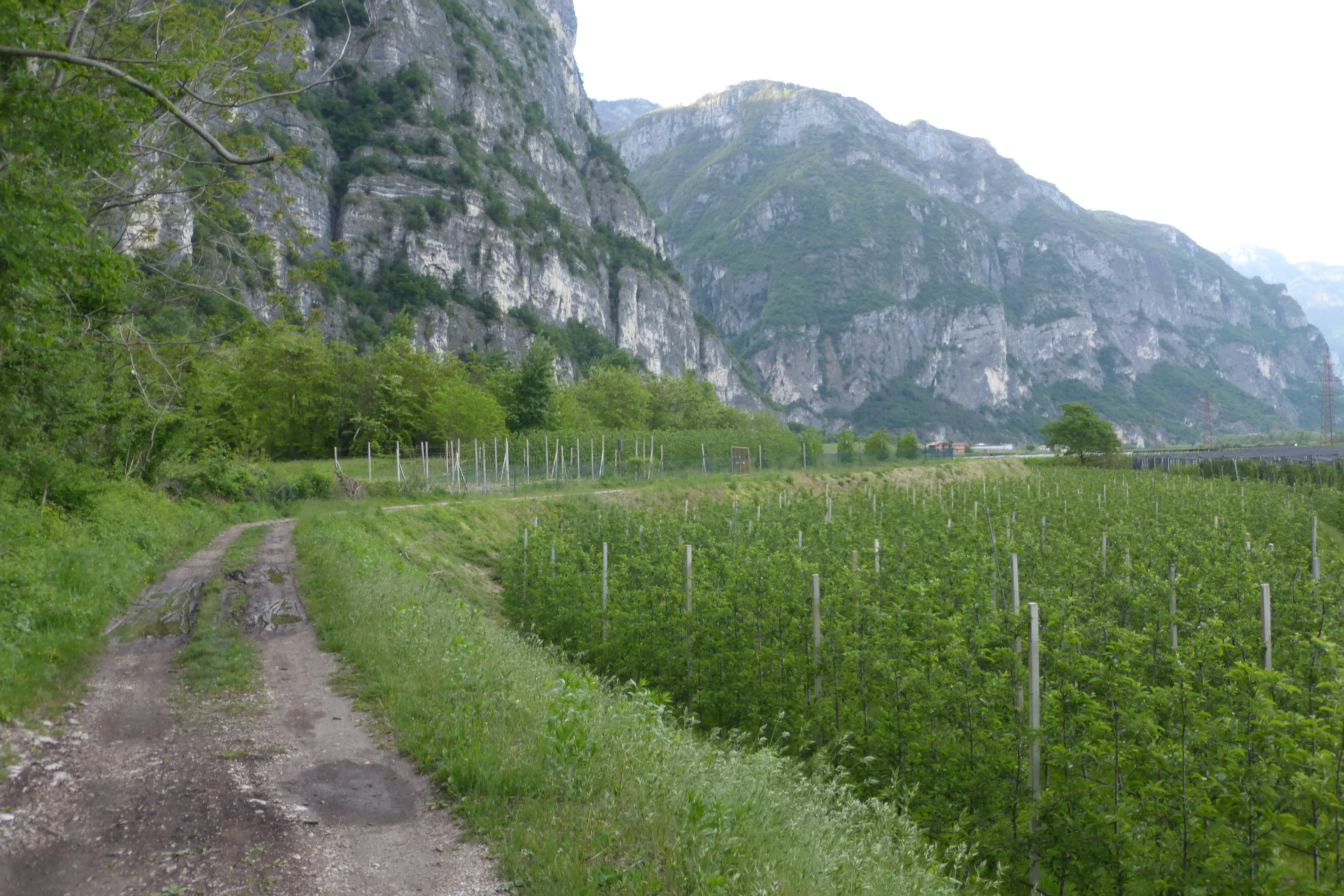
Tratto di strada non asfaltata con visuale da Sud a Nord.

La strada costeggia il fianco della montagna e la sponda destra del fiume Adige ed è in parte asfaltata ed in parte sterrata. In alcuni tratti è ormai diventata un semplice sentiero, percorribile solamente a piedi o in bici, che si immerge completamente nella vegetazione; questa parte di strada tuttora non è visibile né dal satellite, né da Google Maps. Da notare, come indica anche il cartello segnaletico presente all'imbocco della strada dal paese di Zambana Vecchia, che essa è percorribile solo in assenza di precipitazioni atmosferiche, perché altrimenti il rischio di caduta sassi è eccessivo.
Nel libro "Lavis e Zambana: uomini, fatti, cooperazione" di Albino Casetti viene detto che essa “corre piana attraverso i vigneti di borgo Vela, costeggia l’Adige, e sempre pianeggiante attraverso verdi macchie, intagliandosi qua e là nella roccia.”

### Percorso di avvicinamento
Partendo da Trento (nella direzione Sud-Nord), arrivare al ponte di San Giorgio che attraversa l’Adige. Appena superato il ponte girare a destra in direzione “Discarica Ischia Podetti”. Proseguire lungo la strada arginale fino alla barriera che consente l’accesso all’area della discarica. Da lì la strada si può percorrere soltanto a piedi o in bici, se non autorizzati. Superato l’ampio piazzale della discarica si arriva ad un’altra barriera, da dove inizia quella parte di Strada del Sangue che ha mantenuto le caratteristiche originali.
Partendo dal paese di Zambana Vecchia (nella direzione Nord-Sud), arrivare nel centro del paese e girare a sinistra. A quel punto ci si trova lungo una strada di campagna sterrata con transito veicolare concesso solo ad autorizzati o frontisti. La si percorre per circa 2 km fino ad arrivare sotto le pendici della montagna, da dove inizia la vera e propria Strada del Sangue, situata proprio tra l'Adige e la parete rocciosa. All'imbocco della strada è presente il cartello che ne vieta il transito in presenza di precipitazioni atmosferiche e poco dopo il suo inizio si apre uno spiazzo ai piedi della parete rocciosa dove è possibile sostare. In questo tratto della parete rocciosa si svolgono anche delle lezioni di arrampicata.

## Programmi di valorizzazione
Recentemente si è discusso di una valorizzazione del percorso della Strada del Sangue.
Ad esempio, nel programma elettorale del candidato a sindaco di Vallelaghi Roberto Franceschini si prevede nella sezione "I nostri progetti ed impegni", in particolare in quella dei lavori pubblici, la realizzazione di una pista ciclabile lungo questa strada.